# 悪魔城ドラキュラX 血の輪廻
『悪魔城ドラキュラX 血の輪廻』（あくまじょうドラキュラエックス ちのロンド、英題: Castlevania: Rondo of Blood）は、コナミから1993年10月29日に発売されたPCエンジン SUPER CD-ROM2用ソフトのアクションゲーム。悪魔城ドラキュラシリーズ通算10作目であり、タイトルの「X」はこれに由来する。
1995年7月21日には、本作の内容を基本構造はそのままに大幅な変更を施したスーパーファミコン版『悪魔城ドラキュラXX』が発売された。日本国外ではこちらがXに代わって登場した。2007年11月8日には、本作のリメイク版である『悪魔城ドラキュラ Xクロニクル』（PSP）に、『悪魔城ドラキュラX 月下の夜想曲』と本作の移植版も収録され発売された。ゲーム雑誌の『Xクロニクル』記事などでは、本作はPCエンジン最高のアクションゲームと紹介された。2008年4月22日には、Wiiのバーチャルコンソールで配信された。2018年10月25日には、『悪魔城ドラキュラX・セレクション 月下の夜想曲 & 血の輪廻』としてPlayStation 4に『悪魔城ドラキュラX 月下の夜想曲』と共にカップリング移植された。

## システム
ステージクリア型の横視点スクロールのアクション。主人公リヒター・ベルモンドが恋人アネットの救出とドラキュラ伯爵退治を目指し悪魔城に向かう。従来のシリーズ作品にあった基本武器の鞭のパワーアップは本作にはない。サブウェポンには通常よりハートを大量消費してアイテム（サブウェポン）の未知なる力を引き出す「アイテムクラッシュ」というシューティングゲームのボムのような一瞬無敵・広範囲強力攻撃が新たに加えられた。回復アイテムは従来の肉以外に、ケーキなど様々な食べ物も登場する。
本作はステージクリア制であるが、完全な一本道ではなく、多分岐システムを採用している。ステージは2面から4面（隠しで5面も）には表面と裏面があり、その分岐は『悪魔城伝説』のようなステージ間でのルート選択ではなく、ステージ内で分岐ルートを見つけ出して進み分岐する方式。ステージ中に様々な仕掛けによる別ルートがあり、壁等を破壊したり下に落下したり仕掛けを動かしたり別の道を行ったりすることにより裏ステージへ進んだりする。また、ステージ中には捕らわれの女性4人も隠されており、マリアを救出するとプレイキャラクターとして使用可能となり（プレイ途中でのキャラチェンジはできない）、全員救出してクリアするとエンディングが少し変化する。マリアでプレイすると、女性救出時とドラキュラ戦でのデモシーンや、エンディング、アイテムやゲームオーバー画面などもリヒター時とは違ってマリア独自のものとなる。
一度クリアしたステージはゲーム開始時のファイル画面の「STAGE SELECT」で選択してプレイでき、マリアを救出していれば「PLAYER SELECT」で選択できる。ファイル画面では他に、ステージ踏破率のパーセント表示やコンティニュー回数表示、ゲーム中に取得したお金（ドル袋）を使ってクリア済みステージのボス戦攻略のコンピュータプレイが見られる「TECHNIC」や、BGMが聴ける「SOUND TEST」がある。本作は一部にローランドの「RSS」（Roland Sound Space）方式を採用しており、オーディオステレオで擬似的な3次元立体音響が聴ける。
本作はシリーズ初のCD-ROM媒体で作られ、その大容量がグラフィックやサウンドに生かされて、アニメーションによるデモシーンや、CD-DAによる音楽とキャラクターボイスなどが初めて導入された。PCエンジン向けにキャラクターのイラストや設定もシリーズ初のアニメ風になった。オープニングやエンディング、イベントデモで用いたアニメーションのビジュアルシーンは不評だったという。

### おまけ要素
PCエンジンのCD-ROMソフトは音楽CDプレイヤーで再生した場合、オーディオトラックを再生すればサウンドトラックCDとして使えるが、データトラックを再生してしまうとスピーカー破損の危険性がある。このため、CDプレイヤーで再生するとトラック1が警告音声、トラック2がデータトラック、トラック3以降がCD-DAのゲームBGM全曲（ゲームのイベント音声やデータトラックがある場合もある）となっているが、本作ではトラック1の警告音声がリヒターとマリアの掛け合い寸劇のようになっている。
なお、他に「あくまぢょおどらきゅらX（ペケ）」もある。これはSUPER CD-ROM²用ソフトをCD-ROM²および旧システムカードで起動すると出る注意画面が本作ではミニゲーム風になっているという、隠しおまけ的なもので、STAGE X 「血の因縁はSUPER CD・ROM²でなければ断てない」となっており、BGMはOp.13。わずか3画面ほどとごく短いながら、ポリゴン風でコミカルにデフォルメされたデザインのリヒターを操作できる。

## キャラクター
リヒター・ベルモンド（CV：堀川仁）
本作の主人公。ベルモンド家の若き末裔で、ドラキュラに立ち向かう正義感の強いヴァンパイア・ハンター。基本武器は先祖伝来の聖なるムチで、サブウェポンは短剣、斧、聖水、クロス、懐中時計、魔法の書、鍵（特殊な扉を開けるアイテムだが攻撃にも使える）。操作は基本的に従来の悪魔城ドラキュラ同様だが、新規アクションとしてセレクトボタンで「アイテムクラッシュ」があり、ハートを大量消費してサブウェポンごとに異なる強力な攻撃を使える（サブウェポンを何も持っていない時は炎の鞭）。他にIボタン（ジャンプボタン）を素早く2回押すと後方宙返り、Iボタン押しながら方向キーで向きを変えずに歩ける。
マリア・ラーネッド（CV：鉄炮塚葉子）
隠されたプレイアブルキャラ。ベルモンド家の遠縁の少女。精霊を守護にして戦う。幼いながらドラキュラ退治に行くが捕まってしまい、城の地下室に囚われている。助け出すとゲームスタート時のプレイヤー選択で使用可能になる。基本攻撃は白い鳩で、2連射可能。サブウェポンは赤い鳥、ネコ、カメ、ドラゴン、タマゴ、音楽の書、鍵。マリア独自のアクションとして、ジャンプ中にもう一度Iボタンで2段ジャンプでき、下 + Iボタンでスライディング（斜め下 + Iボタンでは前転スライディング）。格闘ゲームのようなコマンド入力により強力な隠し攻撃も使える。上ボタンを押し続けるとそわそわ体を動かす。前述の通り初心者向けとされる救済処置キャラであるためか、リヒターより能力が優れているが、防御力だけはリヒターに劣る。
アネット（CV：本田あつ子）
城の方にさらわれ、いずこかに囚われている。
テラ（CV：村田博美）
村にある教会のシスター。城の方にさらわれ、いずこかに囚われている。
イリス（CV：安田亜紀江）
村の医者の娘。城の方にさらわれ、いずこかに囚われており、救出イベントでは手当てによりプレイヤーの体力を回復する。
ドラキュラ伯爵（CV：石丸博也）
復活した邪悪な吸血鬼。冷酷極まりない城主であり、若い女性の血を吸って永久の生命を保っている。

## 開発
ディレクターの萩原徹によると、1回クリアしただけでは終わらない、何回でも遊べるゲームにしたかったという。また、演出にも凝っており、細かい所にも仕掛けがある。プレイキャラクターは開発中は4人の予定だったが、結局2人となり、リヒターがハードでマリアがイージーというゲーム難易度分け的な役割りとなった。
また操作キャラクターにマリアが追加されたのは「メモリに余裕があったから。軽い気持ちで。」によるものである。
本作では2面から5面までにそれぞれ裏面があり、「'」付けで表記されるが、5'はクリア後でないとたどり着けない隠しステージで、難易度は他のステージより高めとなっている。その理由は本作の難易度が低めに調整された（開発中はもっと高難度だった）ために、悪魔城ドラキュラとして物足りないと感じたプログラマーの高塚新吾があちこちのステージからパーツを寄せ集めて作ったものが5'として追加されたためである。
各ステージにはサブタイトルがついており、リヒター・マリアどちらでプレイしているかでタイトルが異なるが、このうちのいくつかは、スーパーファミコン版の攻略本『悪魔城ドラキュラのすべて』（手塚一郎著）でのコラムのタイトルからとられている。

### スタッフ
- プロデューサー：Y.Yamada（山田善朗）
- ディレクター：T.Hagihara（萩原徹）
- プログラム：T.Hagihara、GAGENSAI（齋藤雅彦）、Shingo.T（高塚新吾）
- キャラクター・デザイン：T.Furukawa（古川敏治）、R.B（Reika Bando）、K.Yamada（山田耕司）、KURO!
- サウンド・スタッフ：あきろぴと（荘司朗）、地獄車中村（中村圭三）、Sanoppi（佐野朋子）、メタルユウキ（斎藤幹雄）
- ギター・ソロ：古川もとあき（古川元亮）
- ビジュアル・スタッフ：あきろぴと、Sanoppi、いもほれいまい（今井一仁）
- パッケージ・デザイン：いぬまり、M.Yoshihashi（吉橋真弘）
- ボイス・スタッフ[注 5]：Ryuichi、AKT、NOR、さうしらう、バビット・K、Sanoppi、OPA
- OP ビジュアル ナレーター: ハンス・ギニター・クラウド

## レビュー
ゲーム誌「ファミコン通信」のクロスレビューでは9・6・7・6の28点（各10点、満40点）。「電撃PCエンジン」では95・90・90・95（各100点満点）。「PC Engine FAN」の読者投稿によるゲーム通信簿での平均点は下記の通りで26.0点（満30点）であった。
| 項目 | キャラクタ | 音楽 | お買得度 | 操作性 | 熱中度 | オリジナリティ | 総合 |
| 得点 | 4.5        | 4.7  | 4.4      | 4.1    | 4.5    | 3.9            | 26.0 |

## 他機種移植版
Xクロニクル収録のものは、タイトル画面のドイツ語のナレーションの読み手がXクロニクル本編と同じ読み手に変更されており、これはバーチャルコンソール版やXセレクション版も同様である。PCエンジンmini版のみオリジナルの読み手のままとなっている。
「あくまぢょおどらきゅらX（ペケ）」は移植版でもXクロニクル版、バーチャルコンソール版、Xセレクション版、PCエンジン mini版と全てに収録されており、隠しコマンドにより再現可能。Xクロニクル版、Xセレクション版ではステージ名が「血の因縁はここでは断てない」になっている。
| No. | タイトル                                                | 発売日         | 対応機種                                                    | 開発元                                                                           | 発売元                           | メディア                            | 型式       | 売上本数 | 備考                                                   |
| --- | ------------------------------------------------------- | -------------- | ----------------------------------------------------------- | -------------------------------------------------------------------------------- | -------------------------------- | ----------------------------------- | ---------- | -------- | ------------------------------------------------------ |
| 1   | 悪魔城ドラキュラ Xクロニクル                            | 2007年11月8日  | PlayStation Portable                                        | コナミデジタルエンタテインメント プロソフト デジタルワークスエンターテインメント | コナミデジタルエンタテインメント | UMD                                 | ULJM-05287 | -        |                                                        |
| 2   | 悪魔城ドラキュラX 血の輪廻                              | 2008年4月22日  | Wii                                                         | コナミデジタルエンタテインメント                                                 | コナミデジタルエンタテインメント | ダウンロード (バーチャルコンソール) | -          | -        |                                                        |
| 3   | 悪魔城ドラキュラX・セレクション 月下の夜想曲 & 血の輪廻 | 2018年10月25日 | PlayStation 4                                               |                                                                                  | コナミデジタルエンタテインメント | ダウンロード                        | -          | -        | 『悪魔城ドラキュラX 月下の夜想曲』とのカップリング移植 |
| 4   | 悪魔城ドラキュラX 血の輪廻                              | 2020年3月19日  | PCエンジン mini TurboGrafx-16 mini PC Engine CoreGrafx mini | M2 ※ 移植開発担当                                                                | コナミデジタルエンタテインメント | プリインストール                    | HTG-008    |          |                                                        |

## 関連商品
- 攻略本
  - 『PCエンジン 悪魔城ドラキュラX～血の輪廻～ 公式ガイドブック』、小学館、1993年12月10日、ISBN 9784091024619
- サウンドトラック
  - 『悪魔城ドラキュラX』、キングレコード、1993年11月3日